# إل سي 9
فرقة أل سي 9 (بالإنجليزية: LC9)‏ (هانغل: 엘씨나인)، هي فرقة أولاد من كوريا الجنوبية، شكلتها شركة Nega Network التي تضم فنانين مثل براون ايد قيرلز ، و قد ظهرت الفرقة مع ستة أعضاء باسم LC9 و ظهروا بتاريخ مايو 2013 مع أغنية MaMa Bea .

## قبل الظهور
قبل الظهور كفرقة ظهر بعض الأعضاء في الفيديوهات الموسيقية مثل العضو أيدن ظهر في الفيديو الموسيقي لاغنية One Summer Night لفرقة براون ايد جيرلز و العضو

جي هيو ظهر في الفيديو الموسيقي لأغنية Dirty للمغنية ماريو .

## 2013:الظهور و Skirmish
في شهر أبريل اعلنت شركة Nega Network انها سوف تظهر فرقة أولاد جديدة تدعى Brown Eyed Boys التي اسمها مستوحى من اسم فرقة براون ايد جيرلز زملائهم في الشركة نفسها، وبعد سلسلة من الدعايات للاعضاء ظهرت الفرقة في شهر مايو من سنة 2013 كفرقة باسم LC9 ، و اصدروا أول البوم مصغر لهم بعنوان
Skirmish مع أغنيتهم MaMa Beat بمشاركة قا ان عضوة براون ايد جيرلز .

### الاعضاء
| الاسم  | الاسم الحقيقي  | تاريخ الميلاد  | الموقع في الفرقة               |
| ------ | -------------- | -------------- | ------------------------------ |
| راسا   | بارك جون وو    | 9 اغسطس 1989   | القائد وقائد الصوت ومغني الراب |
| ايدن   | بارك هيونغ جين | 4 مارس 1991    | مغني الراب الرئيسي             |
| جي هيو | كيم جونغ هيو   | 5 يونيو 1992   | قائد الغناء والراب             |
| كينغ   | دونغ ووسوك     | 3 أبريل 1993   | مغني رئيسي                     |
| جون    | بارك جونغيون   | 23 أكتوبر 1994 | مغني ووجه الفرقة               |
| أي أو  | كانغ هيوسو     | 18 يونيو 1996  | الماكني ومغني و الراقص الأساسي |

## روابط خارجية
- إل سي 9 على موقع ميوزك برينز (الإنجليزية)